# Osmancea
Osmancea (krymskotat. Osmança) – wieś w Rumunii, w okręgu Konstanca, w gminie Mereni. W 2011 roku liczyła 624 mieszkańców.